# .297/230 Morris
O .297/230 Morris Short e o .297/230 Morris Long são dois cartuchos de fogo central metálicos pequenos, criados no Reino Unido em meados da década de 1880, que utilizavam pólvora negra e tinham um acentuado formado de "garrafa". Os cartuchos .297/230 Morris, hoje obsoletos, foram desenvolvidos como cartuchos de treinamento de subcalibre para o rifle Martini–Henry britânico, que originalmente usava cartuchos bem maiores de .455" (11,6 mm).

## Projeto

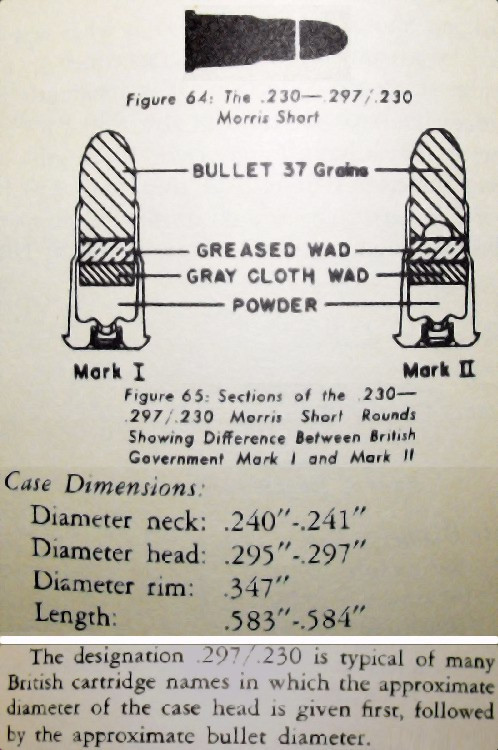
.297-230 Morris Short, dados e especificações.

Tanto o .297/230 Morris Short quanto o .297/230 Morris Long são ambos cartuchos de fogo central miniatura para rifles pistolas e revólveres, com aro, em formato de "garrafa". [1]

### .297/230 Morris Short
O .297/230 Morris Short dispara um projétil de chumbo de 37 grãos (2,40 gramas) impulsionado por 3,25 grãos (0,211 gramas) de pólvora negra a 875 pés/s (267 m/s).

### .297/230 Morris Long
O .297/230 Morris Long dispara um projétil de chumbo de 37 grãos (2,40 gramas) impulsionado por 5,5 grãos (0,356 gramas) de pólvora negra a 1.200 pés/s (370 m/s).

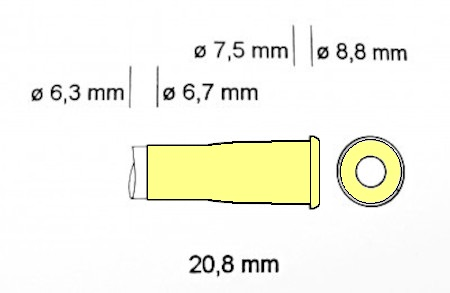
Dimensões do .297-230 Morris Long.

## Histórico
Os cartuchos .297/230 Morris foram produzidos para uso no "Morris Aiming Tube", um cano comercial de subcalibre que era inserido no cano de um rifle pistola ou revólver de grosso calibre para fins de treinamento ou prática de tiro de curto alcance. O "Morris Aiming Tube" funcionou bem o suficiente para ser adotado para o serviço em agosto de 1883 pelo Exército Britânico e pela Marinha Real para uso no rifle Martini–Henry.
O "Morris Aiming Tube" foi posteriormente adaptado em 1891, para o rifle Lee–Metford que usava originalmente o cartucho .303 British e para o "Webley Revolver", com ambos, o .297/230 Morris Short e o .297/230 Morris Long sendo disparados através dos tubos. No rifle Lee–Metford, o "Tubo Morris" e o cartucho de ".297/230" não eram particularmente precisos e foram substituídos após 1908 por um novo tubo para o calibre .22 (5,6 mm) disparando o cartucho .22 LR, que era mais preciso, mais silencioso e muito mais barato.

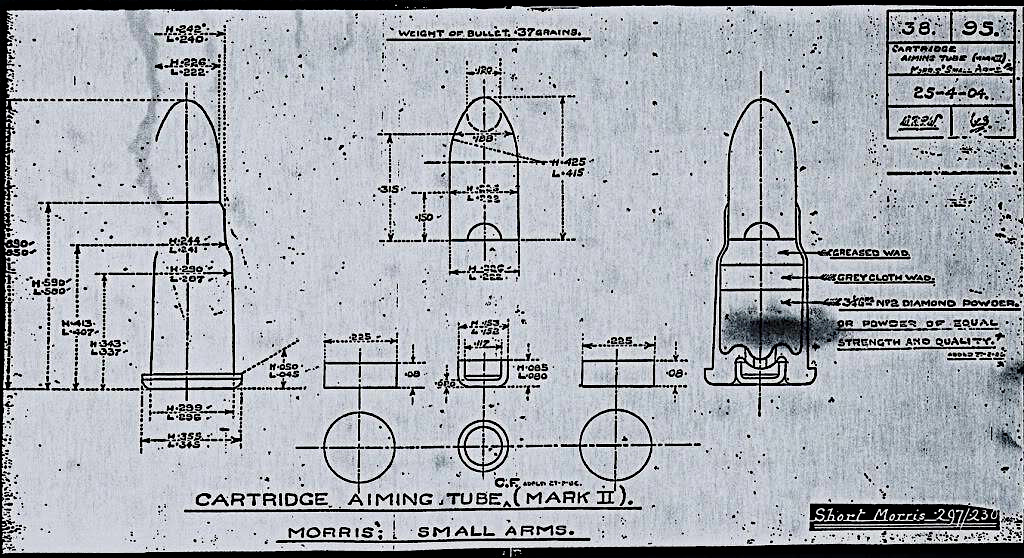
Especificações do .297-230 Morris Short.

A Birmingham Small Arms Company produziu rifles de ação Martini com câmaraspara esses cartuchos, e alguns revólveres e rifles de tiro único europeus também os utilizavam. Os cartuchos .297/230 Morris ainda eram fabricados pela Eley Brothers e pela Kynoch até 1962.
Na década de 1890, a Holland & Holland desenvolveu o cartucho .297/250 Rook alargando o "pescoço" do cartucho .297/230 Morris Long para o calibre .25 (6,4 mm).